# Vanceův plán

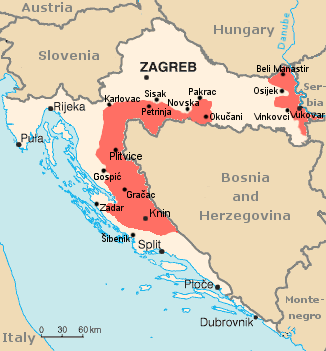
Mapa Republiky srbská Krajina

Vanceův plán (chorvatsky Vanceov plan, srbsky Vensov plan) byl mírový plán vyjednaný bývalým ministrem zahraničí Spojených států Cyrusem Vancem v listopadu 1991 během chorvatské války za nezávislost. V té době byl Vance zvláštním vyslancem generálního tajemníka Organizace spojených národů; během jednání mu pomáhal americký diplomat Herbert Okun. Plán byl navržen tak, aby zavedl příměří, demilitarizoval části Chorvatska, které byly pod kontrolou chorvatských Srbů a Jugoslávské lidové armády (JNA), umožnil návrat uprchlíků a vytvořil příznivé podmínky pro jednání o trvalém politickém urovnání konfliktu vyplývajícího z rozpadu Jugoslávie.
Vanceův plán se skládal ze dvou dohod. První dohodu, známou jako Ženevská dohoda, podepsali jugoslávský ministr obrany generál Veljko Kadijević, srbský prezident Slobodan Milošević a chorvatský prezident Franjo Tuđman v Ženevě ve Švýcarsku 23. listopadu 1991. Protože tehdy podepsané příměří neplatilo, další jednání vyústila v Implementační dohodu z 2. ledna 1992. Implementační dohoda, kterou v Sarajevu v Bosně a Hercegovině podepsal generálplukovník JNA Andrija Rašeta a chorvatský ministr obrany Gojko Šušak, přinesla déle trvající příměří, na které dohlížely Ochranné síly OSN (UNPROFOR). Strany nedokázaly úplně implementovat zbývající hlavní aspekty Vanceova plánu.

## Pozadí
V srpnu 1990 došlo v Chorvatsku k povstání známému jako Balvanová revoluce. Soustředil se na převážně Srby obydlené oblasti dalmatského vnitrozemí kolem města Knin, části regionů Lika, Kordun a Banovina a osady ve východním Chorvatsku s významnou srbskou populací. Tyto oblasti byly následně prohlášeny za Republiku srbská Krajina (RSK). Poté, co RSK deklarovala svůj záměr připojit se k Srbsku, chorvatská vláda prohlásila RSK za rebelskou organizaci. V březnu 1991 konflikt vygradoval a vyústil v chorvatskou válku za nezávislost. V červnu 1991 vyhlásilo Chorvatsko svou nezávislost, když se Jugoslávie rozpadla. Následovalo tříměsíční moratorium na deklarace nezávislosti Chorvatska a RSK, obě deklarace však vstoupily v platnost 8. října.
Chorvatská národní garda (chorvatsky Zbor narodne garde, ZNG) vznikla v květnu 1991, protože Jugoslávská lidová armáda (srbochorvatsky Jugoslovenska Narodna Armija, JNA) stále více podporovala RSK a chorvatská policie nebyla schopna situaci zvládnout. V listopadu téhož roku byla ZNG přejmenována na Chorvatskou armádu (chorvatsky: Hrvatska vojska, HV). Ustavení chorvatské armády bylo brzděno zbrojním embargem OSN, které bylo zavedeno v září. V posledních měsících roku 1991 došlo k nejzuřivějším bojům války, které vyvrcholily bitvou o kasárna, obléháním Dubrovníku a bitvou u Vukovaru.